# Espai de color Adobe RGB

Diagrama de cromaticitat CIE 1931, mostra la gamma dels espais de color Adobe RGB i la disposició dels primaris. El punt blanc D65 es mostra al centre.

L'espai de color Adobe RGB és un espai de color RGB desenvolupat per Adobe Systems el 1998. Es va projectar per comprendre molts dels colors obtenibles amb les impressores en color CMYK, però mitjançant la utilització dels colors primaris RGB en un perifèric com la pantalla d'un ordinador. L'espai de color Adobe RGB conté aproximadament el 50% dels colors visibles especificats a través de l'espai de color LAB, amb un augment de gamma respecte a l'espai de color sRGB principalment en el cian i el verd.

## Característiques
A l'espai de color Adobe RGB els colors s'indiquen amb els tres valors {\displaystyle (R,G,B)}, i cap dels components R, G i B poden assumir valors entre 0 i 1. Quan es visualitza en un monitor s'especifica la cromaticitat exacta del punt blanc {\displaystyle (1,1,1)}, el negre {\displaystyle (0,0,0)} i el primari [{\displaystyle (1,0,0)} etc.]. D'altra banda, la luminància del monitor cal que sigui de 160 cd/m² sobre el punt blanc, i 0.5557 cd/m² sobre el punt negre, que implica un nivell de contrast de 287.9. L'ambient del monitor es considera il·luminat a 32 lx.
Igual que a l'espai de color sRGB, a l'espai de color Adobe RGB els valors dels tres components RGB no són proporcionals a la luminància. És més, s'assumeix un valor de la correcció gamma igual a 2.2, sense el segment lineal veí al zero que és present a sRGB.

## Altres espais de color RGB
- Espai de color Adobe Wide Gamut RGB
- Espai de color sRGB
- Espai de color Bruce RGB
- Espai de color NTSC 1953
- Espai de color ProPhoto RGB
- Espai de color Wide Gamut RGB
- Espai de color Gamut RGB compensato